# 화려은행
화려은행(華麗銀行, Brilliance Banking Corporation ltd.)은 조선민주주의인민공화국의 중앙은행인 조선민주주의인민공화국 중앙은행이 보유한 은행으로 조선민주주의인민공화국과 중화인민공화국 양국의 합작 은행이기도 하다. 은행 이름은 '중화(中華)'의 '화(華)'와 '고려(高麗)'의 '려(麗)'를 따서 지었다.
설립 목적은 조선민주주의인민공화국 국외에 거주하는 조선인 및 중국에서 활동하는 조선민주주의인민공화국의 기업이나 조선민주주의인민공화국에 거주하는 화교를 대상으로 한 금융 업무를 실시하는 것이다. 화려은행은 1997년에 중국인민은행의 베이징 지점과 칭다오 지점 및 조선민주주의인민공화국 중앙은행이 각각 6:4의 비율로 설치되었다. 또 예전에는 서울 지점을 추진한 적도 있었다.
본점은 조선민주주의인민공화국 평양시 만경대구역 축전2동에 있지만 선양 등 중국 국내에도 지점이 있다. 이 은행은 조선민주주의인민공화국 정부의 자금 조달 역할도 맡고 있어서 조선무역은행이나 싱가포르 UOB 은행외에 미국의 금융 제재에 의해 계좌가 동결되었지만 마카오의 방코델타아시아와도 거래를 했었다.